# Oligoaeschna venatrix
Oligoaeschna venatrix är en trollsländeart som först beskrevs av W. Foerster 1903.  Oligoaeschna venatrix ingår i släktet Oligoaeschna och familjen mosaiktrollsländor. Inga underarter finns listade i Catalogue of Life.